# Henning Benedikt von Rumohr
Henning Benedikt von Rumohr, auch Henning Bendix von Rumohr (* 1717 auf Bossee; † 4. Februar 1777 ebenda) war ein deutscher Domherr und Staatsminister des Hochstifts Lübeck in der Großfürstlichen Zeit.

## Leben
Er war Abkömmling des Adelsgeschlechts von Rumohr und Sohn von Cay Rumohr (1688–1770) auf Bossee. 1723 erlangte er durch Verleihung des Fürstbischofs eine Pfründe im Lübecker Domkapitel. Später wurde er Thesaurar.
Er wurde fürstbischöflicher Rat und stieg unter Fürstbischof Friedrich August zum Präsidenten der fürstbischöflichen Kollegien und damit der Regierung in Eutin auf. 1773 wechselte er nach Kiel als Teil des Geheimen Conseils Friedrich Augusts als Statthalter von Paul I. (Russland) für die herzoglichen Anteile in Holstein vor dem Vertrag von Zarskoje Selo. Sein Nachfolger in Eutin wurde Johann Ludwig von Wedderkop.
Rumohr gehörte der später so genannte Warleberger Hof in Kiel, den er ab 1765 umbauen ließ. Nach seinem Tode wurde durch seinen Freund Caspar von Saldern eine starke Verschuldung des Nachlasses festgestellt. Der Güterbesitz (Bossee, Mannhagen) ging verloren, seine Witwe musste ihr Vermögen zur Befriedigung der Gläubiger einsetzen und erhielt anschließend eine Pension von Fürstbischof August Friedrich von Lübeck, dem neuen Herzog von Oldenburg.
Seit 1745 war er mit Adelheid Benedicta von Blome vom Gut Hagen, Dobersdorf und Borghorst (1725–1806) verheiratet. Aus der Ehe stammen zwölf Kinder:
- Adolf Friedrich (Nr. 127), gest. 1813 auf Rosenhof – 1773 Großfürstlicher Kammerherr und Jägermeister
- Carl Henning (Nr. 128), gest. 1822 in Mailand – Eutinischer Kammerjunker, 1783 Landrat, 1785 Gesandtschaftssekretär in Spanien, 1792 Geschäftsträger in Sizilien
- Cay Friedrich starb 1768 in Jena, war Holstein-Gottorpscher Kanzleiassessor in Kiel
- Sophia Benedicta, gest. 1808 Kloster Preetz – Klosterdame im Kloster Preetz
- Hedwig, gest. 1844 in Altona ⚭ einen Oldenburgischen Legationsrat Christoph von Witzleben, gest. 1815 in Delmenhorst
- Elisabeth Friederica, gest. 1807 ⚭ 1779 Bernhard von Qualen auf Wolfshagen, Nöer, Behrenbrook und Rothenstein, gest. 1831
- Ulrica Friederica Wilhelmina, gest. 1802 in Hamburg ⚭ 1772 Josias von Qualen auf Borghorst, Landrat, Geheimer Konferenzrat, Verbitter und Probst des Klosters Uetersen, gest. 1819 in Itzehoe
- Charlotte, gest. 1817 in Altona, verh. 1780 mit Friedrich Baron von Juel, gest. 1827 auf Valdemars Slot auf Tåsinge
- Wulf, geb. u. get. 1761
- Kind (N.N.) geb. u. gest. 1756
- Detlev Christian, geb. u. gest. 1754
- Wulf Christopher, geb. u. gest. 1751

## Auszeichnungen
- Orden des Weißen Adlers (Polen)
- St.-Annen-Orden